# Interstate 19
A 19-es Interstate-autópálya (19-es országos autópálya) teljes hossza az USA-beli Arizona államban található. Ez az autópálya a két számjegyű autópályák között a második legrövidebb az USA-ban az I-97 után. A mexikói határnál fekvő Nogales városából indul és Tucsonig tart.

## Leírás
Az I-19 a CANAMEX folyosó része ami összeköti Észak-Mexikót a kanadai Alberta tartománnyal.

### Fontosabb kijáratok
- Nogales, mexikói határ
- Tucson, I-10